# Ливенская свинья
Ли́венская поро́да свине́й — российская мясо-сальная порода, выведенная в городе Ливны путём скрещивания местных длинноухих улучшенных свиней с хряками скороспелых сальных и мясо-сальных пород (средней белой, крупной белой, беркширской и польско-китайской).

## История
С 1930 года в зоне разведения свиней широко внедрялась крупная белая порода. В 1930-х годах было решено изучить орловское свинопоголовье. Для достижения поставленной цели был создан Ливенский государственный племенной рассадник. Его работники начали вести отбор свиней по внешним признакам, первоначально отобрав 300 свиней желательного типа. Начальные стадии проходили под руководством заслуженного зоотехника РСФСР В. М. Федоринова, позже создавшего брейтовскую породу свиней, а затем под руководством Н. Н. Коровецкой.
Порода апробирована в 1949 году при наличии 10 линий и 28 семейств. В 1951 году этот труд был отмечен Сталинской премией третьей степени в области сельского хозяйства.

## Характеристика
- Густой мясо-сальный тип телосложения
- Быстрое и раннее осаливание на откорме свыше 100 кг
- Пониженное многоплодие — в среднем менее 10 поросят на опорос
- Туловище длинное и широкое
- Грудь широкая и глубокая
- Сильный скелет
- Масть свиней разнообразная — белая, чёрная, черно-пестрая и рыжая

## Ареал разведения
Ареал разведения свиньи породы Ливенская в основном ограничен Орловской, Липецкой, Брянской и Воронежской областями России.